# Wolter von Plettenberg

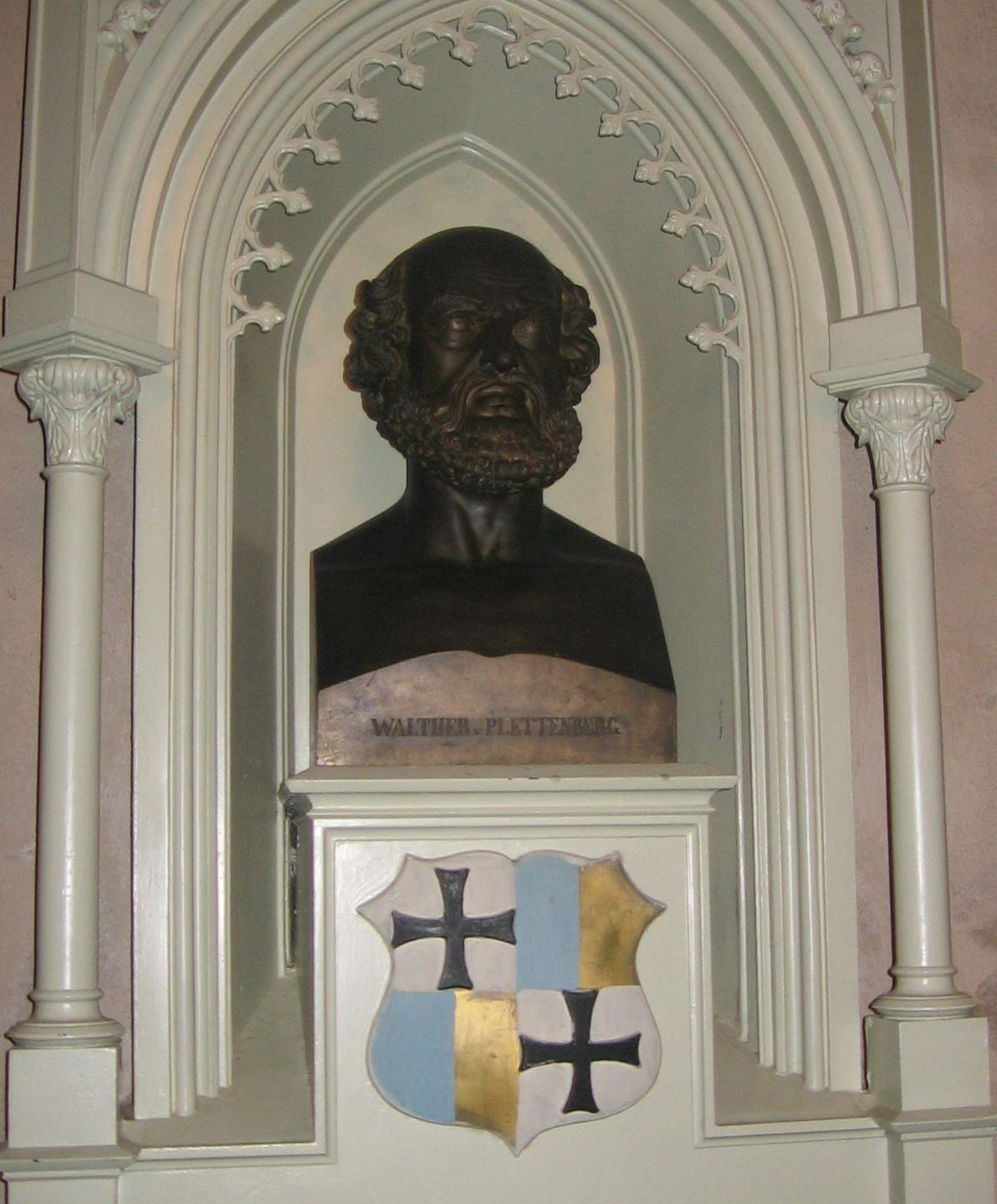
Busto de Wolter von Plettenberg.

Wolter von Plettenberg o Walter von Plettenberg (Welver, c. 1450 – Wenden, 28 de febrero de 1535) fue un alemán del Báltico, Maestre de la Orden Livona desde 1494 hasta su muerte y uno de los más destacados jefes de esta Orden. Se enfrentó con éxito tanto al expansionismo ruso como a la Reforma luterana.

## Vida
Plettenberg era natural de Westfalia. A los 10 años se trasladó con su familia al fuerte de Narva, en la actual Estonia, por entonces posesión danesa. Tras ingresar en la Orden Livona, alcanzó el rango de mariscal, luchando exitosamente contra la ciudad episcopal de Riga. Finalmente fue elegido maestre el 7 de julio de 1494, a la muerte de su predecesor Freytag von Loringhoven. Ese mismo año el Gran Ducado de Moscú clausuró el enclave comercial de la Liga Hanseática en Nóvgorod, encarcelando a los mercaderes livones que allí se encontraban, lo que condujo a la guerra entre la Orden y la Rusia moscovita.
En la guerra con Rusia (1499-1503), Plettenberg demostró ser un hábil estratega y táctico, manejando con maestría la artillería de campaña y la caballería pesada. Con tales tácticas venció a los rusos en la Batalla del río Seritsa, donde un ejército livón de 8.000 infantes y 4.000 jinetes derrotó a 40.000 rusos el 14 de septiembre de 1502, fecha que sería conmemorada en Livonia como el "Día de la Victoria". 
Plettenberg conquistó varias plazas fuertes rusas, incluyendo Pskov, Ostrov, Izborsk y Ivangorod. Asedió Novgorod, pero fue incapaz de proteger a la propia Livonia de las devastadoras incursiones rusas. Plettenberg selló una alianza antirrusa (Tratado de Wenden) con el Rey de Polonia y Gran Duque de Lituania, Alejandro I Jagellón. Trató asimismo de convencer al Papa Alejandro VI para que promulgara una bula de Cruzada contra los rusos. Finalmente se llegó a un acuerdo de paz con Iván III de Rusia en Pskov en 1503, sin cambios territoriales. 
Durante la Reforma Protestante, Plettenberg apoyó en un principio la reforma eclesiástica y a los luteranos, esperando así independizarse del Arzobispado de Riga. Livonia era un Estado confederal, de difícil gobierno, dividido entre la Orden, los obispados y las ricas ciudades, lo que causaba numerosas tensiones. Sin embargo, en 1525 Plettenberg se negó a convertirse al luteranismo y secularizar la Orden, tal como hizo el Gran Maestre de la Orden Teutónica Alberto de Hohenzollern en Prusia.
Plettenberg reclamó entonces la dirección de la Orden Teutónica, contra las aspiraciones de Walter von Cronberg. El conflicto fue arbitrado por el Emperador Carlos V en favor de este último. Falleció repentinamente en 1535, cuando debía contar unos 85 años de edad.